# Marc Bonilla
Marc Bonilla (Oakland, 3 luglio 1955) è un chitarrista e compositore statunitense celebre soprattutto per la sua attività di turnista, nonché come membro degli Asia, come collaboratore di Ronnie Montrose e di David Coverdale.

## Biografia
Bonilla è originario della San Francisco Bay Area e, insieme a Joe Satriani, è stato uno dei più importanti insegnanti di chitarra rock nella Bay Area durante gli anni '80. Bonilla si è trasferito a Los Angeles nei primi anni '90 per lavorare in TV e colonne sonore cinematografiche lavorando con James Newton Howard e John Debney.
Bonilla attualmente suona nei California Transit Authority, un progetto guidato dall'ex batterista dei Chicago, Danny Seraphine, e, dal 2022 è il nuovo cantante e chitarrista degli Asia.
Ha anche inciso alcuni album come solista.

## Discografia

### Solista
- 1991 - EE Ticket
- 1993 - American Matador
- 2019 - Celluloid Debris

### California Transit Autority
- 2009 - Full Circle
- 2013 - Seven Ground

### Collaborazioni
- 1995 - Changing States Keith Emerson
- 2002 - Virtuosi - Gary Burton
- 2005 - Prime Cuts - Jordan Rudess
- 2007 - This Times Around - Glenn Hughes
- 2009 - A Beautiful Hand - J.R. Richard
- 2010 - I Bring What I Love - Youssoun Dour
- 2011 - Green Lantern - James Newton Howard
- 2012 - The Bourne Legacy - James Newton Howard
- 2021 - Uncommon Measures - Lyle Workman